# Michel Aubert
Pour les articles homonymes, voir Michel Aubert (homonymie) et Aubert.
 (mars 2018).
Michel-Guillaume Aubert, né en 1700 à Paris où il est mort le 30 avril 1757, est un graveur de portrait et d’histoire à la pointe sèche, à l’eau-forte et au burin français.

## Biographie
Aubert a travaillé pour le Recueil Crozat, et ceux de la galerie de Versailles et la galerie de Dresde.

## Œuvre
Il a gravé séparément un assez grand nombre d’estampes, parmi lesquelles on cite : Mars et Vénus attachés par l’Amour ; Mars désarmé par Vénus (1729) d'après Véronèse ; la mort d’Adonis ; Laban cherchant ses dieux.
Il a gravé d’après Watteau à l’eau-forte, technique qui autorise la souplesse et se prêtait bien plus que le burin au dessin de celui-ci.
Après avoir longtemps travaillé le cuivre avec la pointe, il termina au burin l’Indiscret, la Fête du dieu Pan et le Rendez-vous de chasse, estampes gravées d’après Watteau.
Il grava presque uniquement au burin la Mort d’Adonis et la Vénus endormie, d’après Boucher, ainsi que les fêtes galantes de Gillot. Il contribua également à l'illustration des Fables choisies mises en vers par Jean de La Fontaine d'après Jean-Baptiste Oudry (publiées en 1759), la fable L'âne et le chien étant ainsi dite une collaboration de Michel Aubert avec l'aquafortiste Martin Marvie.